# Пси³ Возничего
Пси³ Возничего (лат. ψ³ Aurigae), 52 Возничего (лат. 52 Aurigae), HD 47100 — одиночная звезда в созвездии Возничего на расстоянии приблизительно 748 световых лет (около 229 парсеков) от Солнца. Видимая звёздная величина звезды — +5,331m.

## Характеристики
Пси³ Возничего — бело-голубой гигант спектрального класса B8III. Радиус — около 4,2 солнечных, светимость — около 1624 солнечных. Эффективная температура — около 13361 К.